# Cotoneaster glaucophyllus
Cotoneaster glaucophyllus är en rosväxtart som beskrevs av Adrien René Franchet. Cotoneaster glaucophyllus ingår i släktet oxbär, och familjen rosväxter.

## Underarter
Arten delas in i följande underarter:
- C. g. meiophyllus
- C. g. serotinus
- C. g. vestitus